# 彼得斯堡 (特拉華州)
彼得斯堡（英語：Petersburg）是位於美國特拉華州肯特縣的一個非建制地區。該地的面積和人口皆未知。

## 地理
彼得斯堡的座標為39°02′57″N 75°38′54″W / 39.04917°N 75.64833°W，而該地的平均海拔高度為17米（即56英尺）。